# Kaltenhouse
Kaltenhouse (en alsacià Kàltehüse, alemany Kaltenhausen) és un municipi francès, situat a la regió del Gran Est, al departament del Baix Rin. L'any 1999 tenia 1.897 habitants.
Forma part del cantó de Bischwiller, del districte de Haguenau-Wissembourg i de la Comunitat d'aglomeració de Haguenau.

## Demografia
| 1962  | 1968  | 1975  | 1982  | 1990  | 1999  |
| ----- | ----- | ----- | ----- | ----- | ----- |
| 1.396 | 1.597 | 1.608 | 1.640 | 1.695 | 1.897 |

## Administració
| Període   | Identitat       | Partit | Qualitat |  |
| --------- | --------------- | ------ | -------- |  |
| 2001-2008 | Charles Clody   |        |          |  |
| 2008-     | Etienne Vollmar |        |          |  |